# Sezincote House

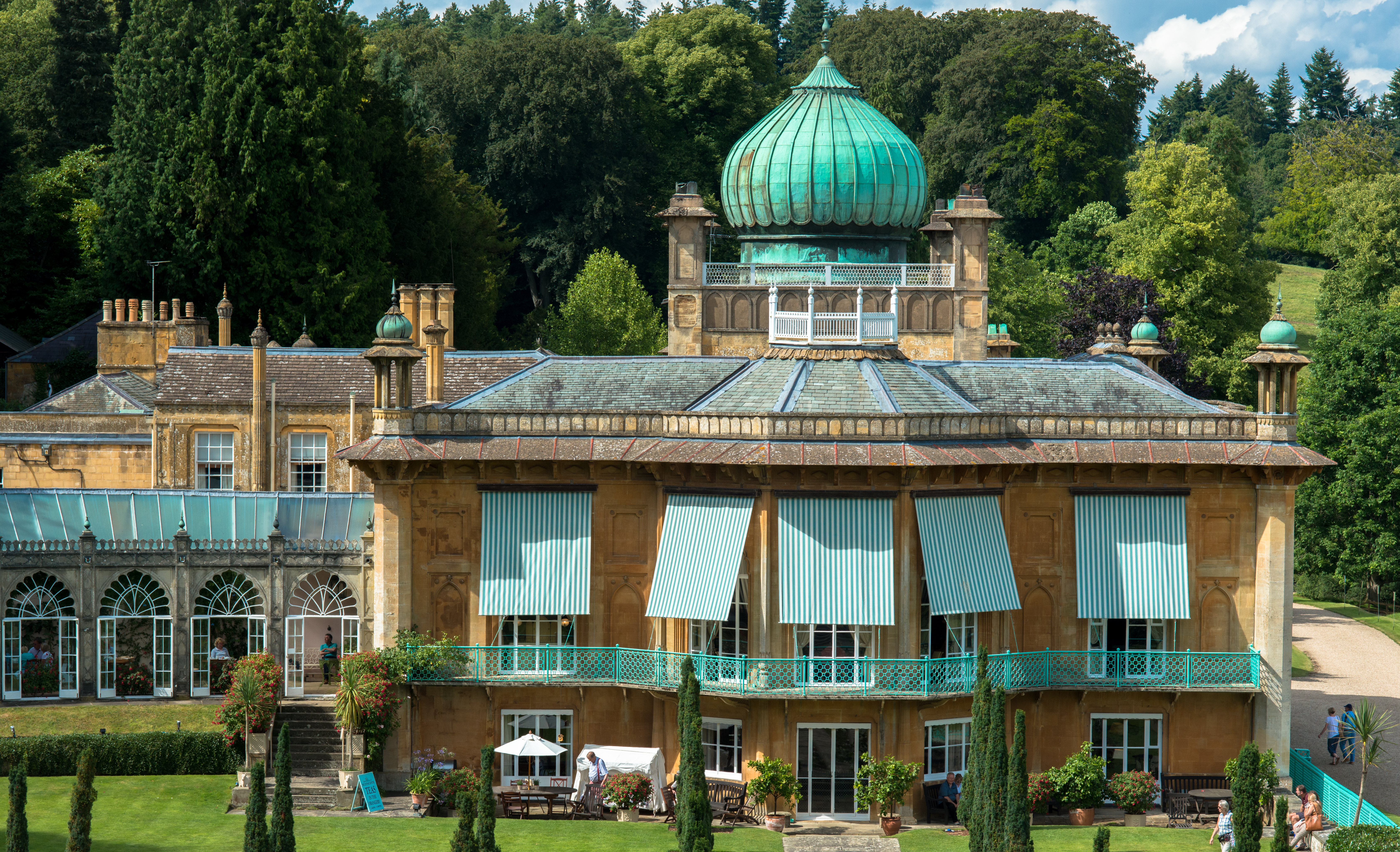
La Sezincote House, nel Gloucestershire

La Sezincote House è uno storico edificio del villaggio inglese di Sezincote, nei pressi di Bourton-on-the-Hill, nel Gloucestershire, realizzato tra nel 1805 dall'architetto Samuel Pepys Cockerell, coadiuvato da Thomas Daniell e Humphrey Repton .
La residenza è classificata come monumento di primo grado. L'edificio, in stile orientaleggiante, servì da modello per la realizzazione del Royal Pavilion di Brighton.

## Storia
Charles Cockerell ereditò nel 1801 la tenuta di Sezincote dal defunto fratello, il colonnello John Cockerell, che lavorava a Bombay per la Compagnia delle Indie Orientali e che era tornato dall'India solamente tre anni prima.
Cockerell incaricò il fratello Samuel, architetto, di realizzare un edificio che imitasse i palazzi del Rajasthan.
Nel progettare l'edificio, Samuel Pepys Cockerell fu assistito dall'artista Thomas Daniell, che aveva lavorato per dieci anni in India.
La costruzione fu completata nel 1805. Due anni dopo, la tenuta ricevette la visita del principe reggente.

## Architettura
L'edificio è decorato con una cupola a bulbo.
I giardini includono un giardino in stile orientaleggiante, un tempio indiano e una serra con aranci.

## Sezincote nella cultura di massa
- La tenuta di Sezincote è descritta dal poeta John Betjeman (1906-1984), che l'aveva visitata da studente, nella sua autobiografia in versi Summoned by Bells[1]